# Onitis pinheyi
Onitis pinheyi là một loài bọ cánh cứng trong họ Bọ hung (Scarabaeidae).